# Schloss Ravel

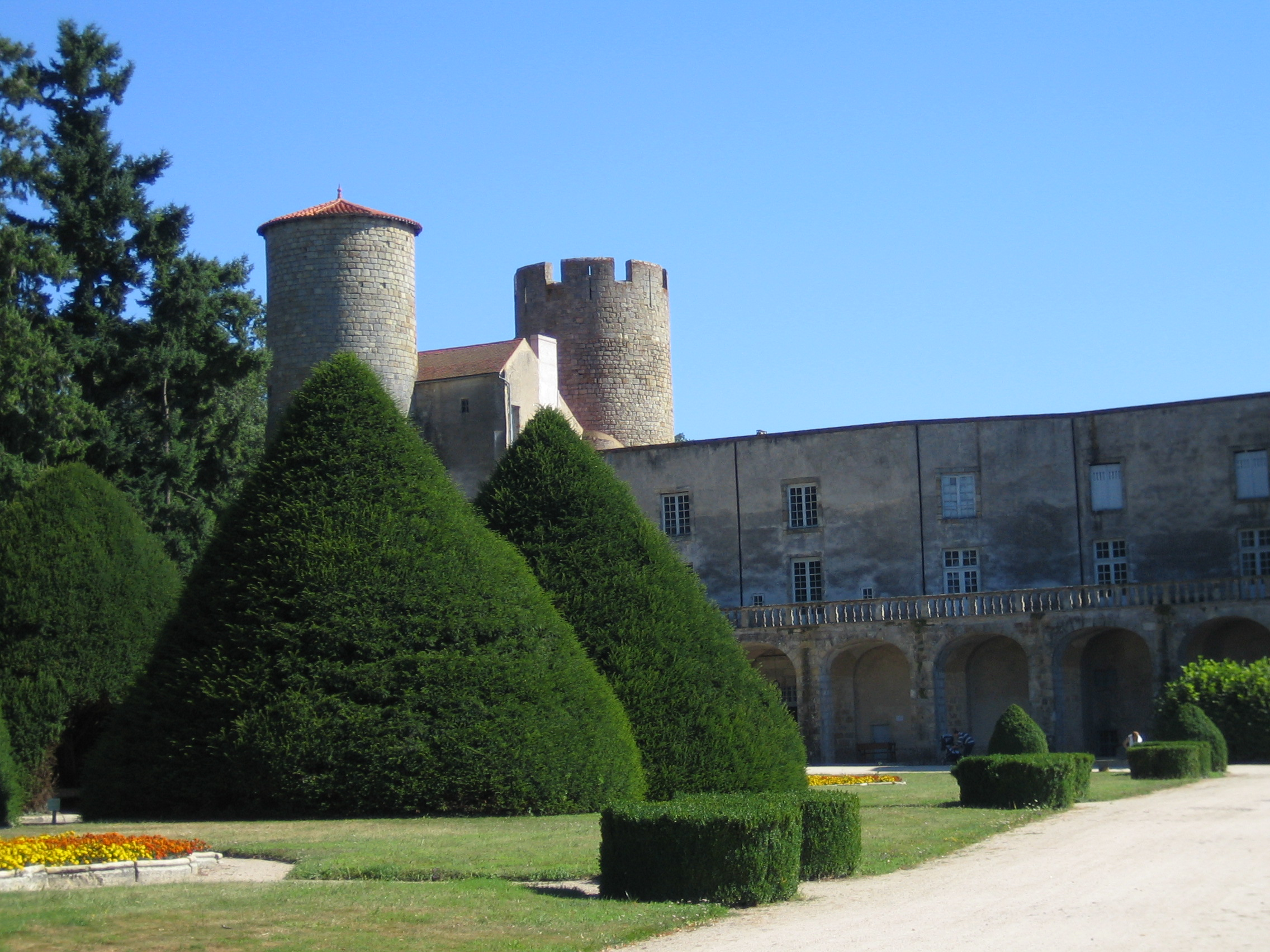
Schloss Ravel und sein Garten

Das Schloss Ravel (französisch Château de Ravel) steht in der Gemeinde Ravel, im auvergnatischen Département Puy-de-Dôme. Es geht auf eine mittelalterliche Burg aus dem  12. Jahrhundert zurück. Im 18. Jahrhundert wurde es erweitert, ohne den gotischen Kern zu zerstören. Zusätzlich wurde es durch eine Gartenanlage von André Le Nôtre ergänzt. Es diente als Kulisse für den Film Die Kinder des Monsieur Mathieu.

## Geschichte
Der Bau des Schlosses wurde im Jahr 1171 von Bernard de Revel begonnen. Im Jahr 1283 verkaufte Chatard de Ravel die Anlage an König Philipp III. von Frankreich. Die Burg wurde im Jahr 1294 von Philipp dem Schönen an Pierre Flote, den Kanzler von Frankreich, als Lohn für seine Dienste weitergereicht. Das Anwesen ging im Jahr 1431 durch Erbschaft an André de Chauvigny über. Dessen Tochter Catherine brachte es 1460 in die Ehe mit Charles d’Amboise ein.
Nach heirats- und erbschaftsbedingten Wechseln in den Besitzverhältnissen gelangte das Schloss im Jahr 1647 in den Besitz von Jean IV. d’Estaing. Im Jahr 1806 wurde es an Charles de Riberolles de Beaucène verkauft und befindet sich immer noch im Besitz von dessen Nachfahren. Es wurde auf Antrag von André de Riberolles am 20. Mai 1958 in die Liste der Monument historiques des französischen Kulturministeriums aufgenommen.